# Mercedes Sosa
Mercedes Sosa OMC (São Miguel de Tucumã, 9 de julho de 1935 – Buenos Aires, 4 de outubro de 2009) foi uma cantora argentina, uma das mais famosas na América Latina. A sua música tem raízes na música folclórica argentina. Ela se tornou uma das expoentes do movimento conhecido como Nueva canción. Apelidada de La Negra pelos fãs, devido à ascendência ameríndia (no exterior acreditava-se erroneamente que era devido a seus longos cabelos negros), ficou conhecida como a voz dos "sem voz".

## Biografia
Mercedes Sosa nasceu em São Miguel de Tucumã, na província de Tucumã, no noroeste da Argentina, cidade onde foi assinada a declaração de Independência da Argentina em 9 de julho de 1816, na casa de propriedade de Francisca Bazán de Laguna, que foi declarada Monumento Histórico Nacional em 1941.
Nascida no dia da Declaração da Independência, e na mesma cidade onde foi assinada, Mercedes sempre foi patriota. Afirmou inúmeras vezes que "pátria só temos uma". Foi também uma árdua defensora do Pan-americanismo e da integração dos povos da América Latina.
De ascendência mestiça, constituída de europeus e indígenas diaguitas, cresceu durante o governo de Juan Domingo Perón e sofrendo - como quase todos da sua geração - uma influência muito grande de Eva Perón.
Ela mesma conta como começou a cantar, num dia de outubro de 1950:
Em 1957 mudou-se de Tucumã para Mendoza, em razão de seu casamento com o compositor Oscar Matus, com quem teria um filho, Fabián Matus (n. 1958). Em 1963, o casal, juntamente com Armando Tejada Gómez e Tito Francia, fundou o Movimiento del Nuevo Cancionero.
Em 1965, Mercedes Sosa e Oscar Matus separaram-se, o que, para ela, foi um grande abalo emocional. 

## Carreira
Em 1961, grava seu primeiro álbum, intitulado La voz de la zafra (lançado em 1962). Em seguida, uma performance no Festival Folclórico Nacional faz com que se torne conhecida entre os povos indígenas de seu país.
Em 1965, lançou o aclamado Canciones con fundamiento, uma compilação de músicas folclóricas da Argentina. Em 1967, faz uma turnê pelos Estados Unidos e pela Europa e obtém êxito internacional. Em 1970, grava Cantata Sudamericana e Mujeres Argentinas com o compositor Ariel Ramirez e o letrista Felix Luna. Em 1971, grava um tributo à cantora e compositora chilena Violeta Parra, ajudando a popularizar a canção "Gracias a la vida". Mais tarde grava um álbum em homenagem a Atahualpa Yupanqui.
Após a ascensão da junta militar do general Jorge Videla, que depôs a presidente Isabelita Perón em 1976, a atmosfera na Argentina tornou-se cada vez mais opressiva. Sosa, que era uma conhecida ativista do peronismo de esquerda, foi revistada e presa no palco durante um concerto em La Plata em 1979, assim como seu público. Banida em seu próprio país, ela se refugiou em Paris e depois em Madri. Seu segundo marido morreu um pouco antes do exílio, em 1978.
Sosa retornou à Argentina em 1982, vários meses antes do colapso do regime ditatorial como resultado da fracassada guerra das Malvinas, e deu uma série de shows no Teatro Colón em Buenos Aires, onde convidou muitos colegas jovens para dividir o palco com ela. Um álbum duplo com as gravações dessas performances logo se tornou um sucesso de vendas. Nos anos seguintes, Sosa continuou a fazer turnês pela Argentina e pelo exterior, cantando em lugares como o Lincoln Center, o Carnegie Hall e o Teatro Mogador.
Nos anos seguintes, Sosa interpreta um vasto repertório de estilos latino-americanos, gravando tanto com artistas argentinos como León Gieco, Charly García, Antonio Tarragó Ros, Rodolfo Mederos e Fito Páez, quanto com internacionais como Chico Buarque, Raimundo Fagner, Daniela Mercury, Milton Nascimento, Caetano Veloso, Gal Costa, Sting, Andrea Bocelli, Luciano Pavarotti, Nana Mouskouri, Joan Baez, Silvio Rodríguez e Pablo Milanés. Mais recentemente, grava com a colombiana Shakira, cantora latino-americana de maior sucesso no exterior.

## Militância política
Simpatizante de Juan Domingo Perón na juventude, Mercedes Sosa apoiou as causas da esquerda política ao longo de sua vida, filiando-se ao Partido Comunista nos anos 1960. Após o golpe de estado de 24 de março de 1976 foi incluída nas listas negras do regime militar e seus discos foram proibidos. A partir de 1976 realizou giros pela Europa e pelo norte de África com o guitarrista argentino-peruano Lucho González (1946- ). Terminaram o giro no Brasil, onde gravaram outra versão de "Volver a los diecisiete", com Milton Nascimento.
Ela permaneceu na Argentina, apesar das proibições e ameaças, até que, em 1978, foi presa durante um recital em La Plata. Não apenas ela foi presa, mas também o público presente. Em 1979, Mercedes decidiu exilar-se, primeiro em Paris e depois em Madrid. Durante a ditadura militar, enquanto esteve censurada, lançou vários álbuns, destacando-se Mercedes Sosa interpreta a Atahualpa Yupanqui (1977) e Serenata para la tierra de uno (1979), adotando como mensagem a canção homônima de María Elena Walsh: "Porque me dói se fico, mas, se me vou, eu morro". Também em 1977 Mercedes gravou duas canções de Milton Nascimento: Cio da terra (com Chico Buarque) e San Vicente (com Fernando Brant). Assim incorporou o hábito de incluir canções brasileiras em seu repertório, algo pouco usual entre os intérpretes da música hispanoamericana de então; algumas delas converter-se-iam em clássicos de seu cancioneiro, como "Maria Maria" (também de Milton Nascimento e Fernando Brant) que lançaria ao voltar à Argentina, em 1982.
Ao longo da década de 1980, Mercedes realizou trabalhos em parceria com vários brasileiros. Além de Milton Nascimento, também cantaram com ela Caetano Veloso, Chico Buarque, Gal Costa, Daniela Mercury e Beth Carvalho.
Suas preocupações sociais e sua posição política refletiam-se no repertório que interpretava, tendo sido uma das grandes expoentes da Nueva canción, movimento musical com raízes africanas, cubanas, andinas e espanholas marcado por uma ideologia de rechaço ao imperialismo norte-americano, ao consumismo e às desigualdades sociais.

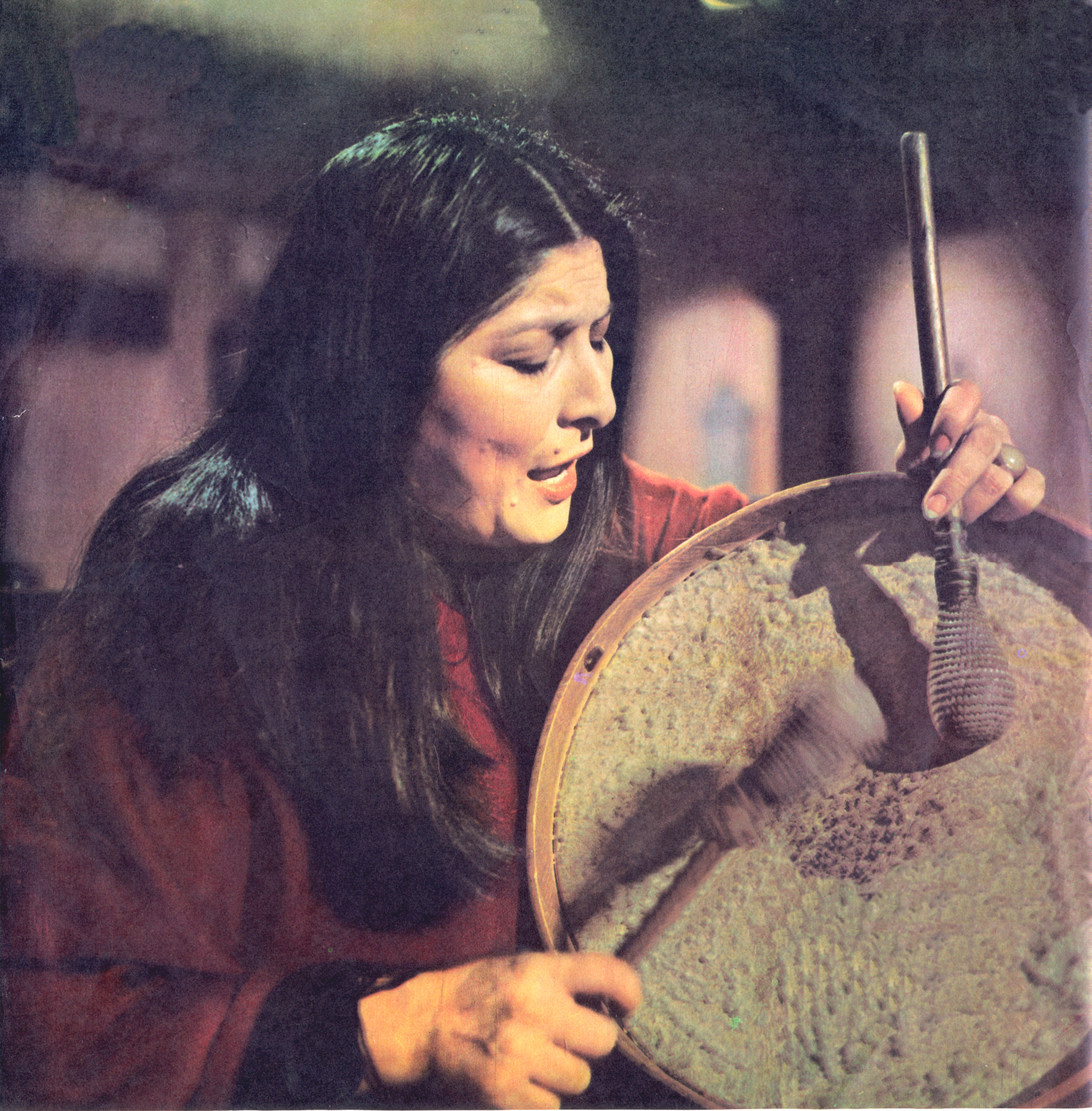
Mercedes Sosa em 1973.

## Prêmios e honrarias
Sosa era Embaixadora da Boa Vontade da UNESCO para a América Latina e o Caribe. Em 2000, ela ganhou o Grammy Latino de melhor álbum de música folclórica por Misa Criolla, feito que repetiria em 2003 com Acústico e em 2006 com Corazón Libre. Sua interpretação de "Balderrama", de Horacio Guarany, fez parte da trilha-sonora do filme de 2008 Che, sobre o lendário guerrilheiro argentino Che Guevara. Seu último álbum, Cantora, encontra-se indicado a três prêmios Grammy Latino.
O obituário de Sosa no jornal londrino The Daily Telegraph afirmou que ela foi "uma intérprete incomparável de obras de seu compatriota, o argentino Atahualpa Yupanqui, e da chilena Violeta Parra". Helen Poopper da agência Reuters anunciou sua morte dizendo que ela "lutou contra os ditadores da América do Sul com sua voz e tornou-se uma gigante da música latino-americana contemporânea".

## Morte

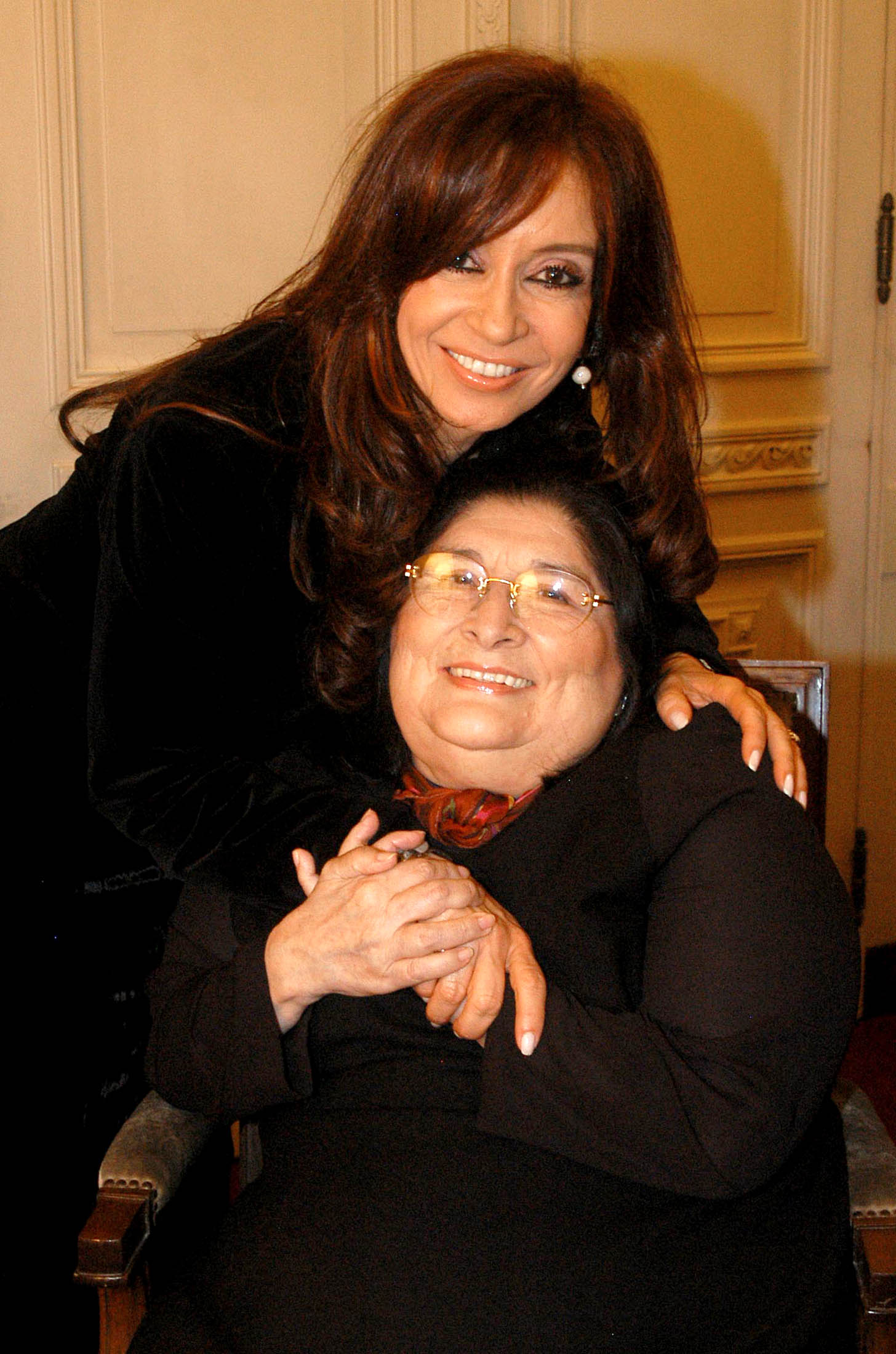
Mercedes Sosa (sentada) e Cristina Fernández de Kirchner, em 2005. Kirchner, para quem Sosa fez campanha, declarou luto oficial pela morte da cantora.

Mercedes Sosa morreu aos 74 anos de idade, em 4 de outubro de 2009, às 5h15min (horário local), em Buenos Aires. Ela fora internada no dia 18 de setembro na Clínica de la Trinidad, no bairro de Palermo, por causa de um problema renal. Seu quadro piorou a partir do momento em que teve complicações hepáticas e pulmonares. Nos últimos dias, manteve-se sedada, respirando com a ajuda de aparelhos. Seu corpo foi velado no Congresso Nacional, em Buenos Aires, e cremado no cemitério da Chacarita, no dia 5 de outubro de 2009. Parte das suas cinzas foi espalhada em sua província natal; parte foi colocada em Mendoza, província pela qual nutria um grande amor; parte permaneceu na capital argentina, cidade onde morava havia décadas.
A chamada Voz de Latinoamérica, que sobrevivera à censura da ditadura argentina, não deixou de cantar até seus últimos dias - como a cigarra, título da canção de María Elena Walsh a que Mercedes dera uma interpretação definitiva.
Na Argentina, a presidente  Cristina Kirchner declarou luto oficial de três dias pela morte de La Negra  e  antecipou o retorno de uma viagem à Patagônia para comparecer ao velório da cantora. Nos estádios argentinos foi feito um minuto de silêncio, antes de todos os jogos de futebol da sétima rodada do Torneio Apertura 2009. A morte  de Mercedes também foi lamentada pelo chefe de estado venezuelano, Hugo Chávez, que declarou que ela "iluminou sua vida". Os governos do Equador, Chile e Brasil  também demonstraram pesar, em notas divulgadas à imprensa. Vários artistas como Shakira, Silvio Rodríguez, Fito Páez, Daniela Mercury, Fagner e Wagner Tiso entre outros, também manifestaram-se no mesmo sentido.

## Posteridade
Sobre a morte de Mercedes Sosa, o Ministério da Cultura do Brasil veiculou um texto, publicado pelo jornal O Globo no dia 5 de outubro de 2009:
"Habitualmente de costas para a música de nuestros hermanos latino-americanos, o Brasil começou a despertar para a riqueza da voz de Mercedes Sosa em 1976, após um dueto da cantora argentina com Milton Nascimento. A faixa "Volver a los 17", da compositora chilena Violeta Parra - de quem Mercedes foi uma das principais intérpretes -, virou um dos maiores destaques do hoje clássico álbum “Geraes”. A partir daí, a barreira da língua não mais impediu que brasileiros se apaixonassem pelo marcante timbre de contralto de Mercedes Sosa e por seu repertório, que incluía desde canções folclóricas a músicas de conteúdo político e social.Os discos de Mercedes passaram a ser lançados regularmente no Brasil, e a cantora gravou novos encontros com artistas da MPB, como Fagner e Chico Buarque. Em outubro do ano passado, aproveitando uma visita ao Rio para receber a ordem do mérito cultural, em cerimônia no teatro Municipal, Mercedes gravou com Caetano Veloso uma faixa que fez parte do disco de duetos dela, lançado este ano, com vários convidados, incluindo a colombiana Shakira, o uruguaio Jorge Drexler e a mexicana Julieta Venegas. (...)Independentemente das posições políticas, Mercedes merece ser ouvida por sua grande voz e seu repertório, em discos como “El grito de la tierra”, “Homenaje a Violeta Parra”, “Cantada sudamericana”, “Interpreta Atahualpa Yupanqui”, “Corazón americano” (com Milton Nascimento e León Gieco) e “Alta fidelidad” (com Charly García). Seu último disco, “Cantora, vol. 1″, teve três indicações ao Grammy Latino deste ano - que será anunciado no mês de novembro.(...)A morte de Mercedes Sosa entristeceu não somente seus amigos e familiares, mas também políticos e intelectuais, além de parceiros musicais.(...)A presidente Cristina Kirchner, que nos últimos anos organizou shows de Mercedes na Casa Rosada, decidiu antecipar seu retorno da província de Santa Cruz, onde costuma descansar com sua família, para participar do velório. A presidente, que também convocou a cantora para o ato de comemoração de sua posse, em dezembro de 2007, decretou luto nacional pela morte de Mercedes Sosa."
Também o site do Memorial da América Latina prestou sua homenagem à cantora:
"A América Latina inteira reverencia a cantora Mercedes Sosa (1935 – 2009), falecida na madrugada desse domingo, 4 de outubro. Suas cinzas serão repartidas entre Tucumã, Mendonza e Buenos Aires. O Memorial se junta à corrente que homenageia a grande artista argentina, que com seu talento corajoso e voz tonitruante catalisou os ventos de mudança dos anos 60, 70 e 80 e manteve a bandeira da utopia até o fim. Simbolicamente, suas cinzas também ficarão eternamente depositadas no Memorial da América Latina. O Memorial já estava programando - e agora vai apressá-la - uma grande homenagem à cantora, com a participação de intérpretes brasileiras."

## Livros
- Mercedes Sosa, Uma Lenda por Anette Christensen (Publicados 20.11.2020) (Também em inglês, espanhol e italiano)
- Mercedes Sosa, La Voz de la Esperanza por Anette Christensen (Também em inglês)
- Mercedes Sosa, La Negra por Rodolfo Braceli (espanhol)
- Mercedes Sosa, La Mami por Fabián Matus (espanhol)

## Discografia
| - La voz de la zafra (1959/1962) - Canciones con fundamento (1965) - Yo no canto por cantar (1966) - Hermano (1966) - Para cantarle a mi gente (1967) - Con sabor a Mercedes Sosa (1968) - Mujeres argentinas (1969) - Navidad con Mercedes Sosa (1970) - El grito de la tierra (1970) - Homenaje a Violeta Parra (1971) - Hasta la victoria (1972) - Cantata Sudamericana (1972) - Traigo un pueblo en mi voz (1973) - Niño de mañana (1975) - A que florezca mi pueblo (1975) - La mamancy (1976) - En dirección del viento (1976) - O cio da terra (1977) - Mercedes Sosa interpreta a Atahualpa Yupanqui (1977) - Si se calla el cantor (1977) - Serenata para la tierra de uno (1979) - A quién doy (1980) - Gravado ao vivo no Brasil (1980) - Mercedes Sosa en Argentina (1982) | - Mercedes Sosa (1983) - Como un pájaro libre (1983) - Recital (1983) - ¿Será posible el sur? (1984) - Vengo a ofrecer mi corazón (1985) - Corazón Americano (1985) (com Milton Nascimento e León Gieco) - Mercedes Sosa '86 (1986) - Mercedes Sosa '87 (1987) - Gracias a la vida (1987) - Amigos míos (1988) - En vivo en Europa (1990) - De mí (1991) - 30 años (1993) - Sino (1993) - Gestos de amor (1994) - Oro (1995) - Escondido en mi país (1996) - Alta fidelidad (1997) (com Charly García) - Al despertar (1998) - Misa Criolla (2000) - Acústico (2002) - Argentina quiere cantar (2003) (com Víctor Heredia e León Gieco) - Corazón Libre (2005) - Cantora (2009) - Mercedes sosa, Una vida en canciones (2010) |

## Filmografia
Atriz
- Güemes, la tierra en armas (1971), no papel de Juana Azurduy

Ela mesma
- Argentinísima (1972)
- Ésta es mi Argentina (1974)
- Mercedes Sosa, como un pájaro libre (1983)
- Será posible el sur: Mercedes Sosa (1985)
- Historias de Argentina en Vivo (2001)
- La noche del 10" (2 episodios, 2005): Episódio #1.6  e #1.7 TV
- Three Voices: Live in Concert (2004)
- Historias de Argentina en vivo (2001)
- HermanSIC (1 episode, 2000): Episodio de 25 Junho  TV

Documentários
- La imagen de tu vida: Episodio #1.10 (2006) TV
- The Power of Their Song: The Untold Story of Latin America's New Song Movement (2008)
- Cantora: Un Viaje Íntimo (2009)
- Mercedes Sosa: La Voz de Latinoamérica (2013)

Trilha sonora
- Banda sonora (1 episódio, 2008): Episodio #4.11 TV :(canta: "Duerme negrito")
- Che: Part Two (2008) (canta: "Balderrama")
- Buongiorno, notte (2003) (canta: "Gloria", "La Huida (Vidala Tucumana)")

Composição de músicas
- Las dignas mujeres por la dignidad y la vida (2002)
- Juan: Como si nada hubiera sucedido (1987)
- Mercedes Sosa: como un pájaro libre (1983)